# Mi–6
A Mi–6 (NATO-kódja: Hook) a Szovjetunióban gyártott nehéz szállítóhelikopter volt, melyet a Mil tervezőirodában terveztek és nagy számban gyártottak katonai és polgári célra egyaránt.

## Történet és leírás

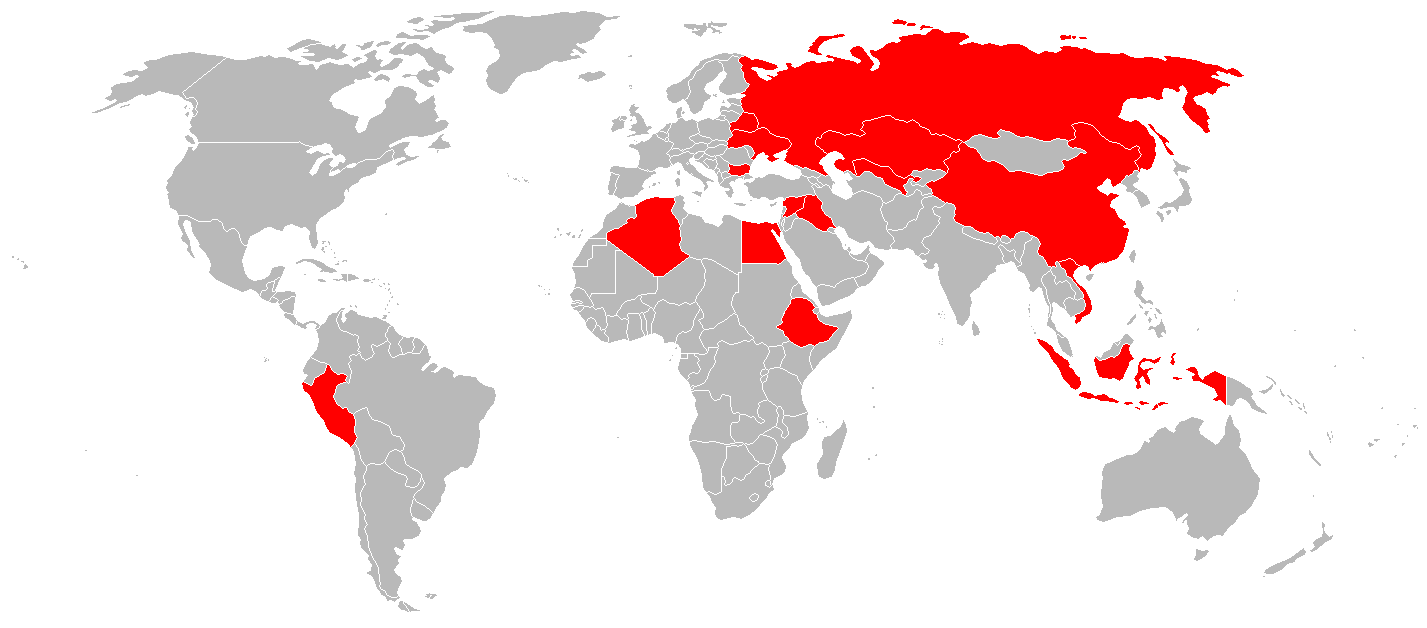
Mi–6 üzemeltetők

A Mi–6 fejlesztése 1954-ben indult meg, az Aeroflot és a szovjet légierő nagy szállítóhelikopter iránt felmerült igényeinek kielégítésére. Amikor a gép 1957 végén végrehajtotta első felszállását, ez volt a világ legnagyobb forgószárnyas légijárműve, mely nagy mérete ellenére is megmaradt hagyományos felépítésű helikopternek. Egyúttal ez volt a Szovjetunió első sorozatgyártású gázturbinás helikoptere. A Mi–6 a különféle rekordok megdöntésével azonnal megkezdte rendkívüli képességeinek bizonyítását, és a helikopterek közül elsőként lépte túl a 300 km/h sebességet.
A Mi–6 oldalára felerősíthető segédszárny vízszintes repülés közben mintegy húsz százalékkal csökkentette a motor terhelését, emellett csökkent a tüzelőanyag-fogyasztás és nőtt a repülési idő is. Az öt darabból álló prototípus-sorozatot első körben 30 szériapéldány követte, ezek többsége a légierőhöz került. A szabvány Mi–6T Hook–A 65 fő szállítására képes, ha az utasok a tehertér oldalán elhelyezett lehajtható üléseken, és a tehertér középvonalába, hosszában beszerelhető padokon ülnek, illetve 75 személy szállítására van lehetőség, amennyiben a tehertér padozatára keresztirányban tizenöt darab ötszemélyes padot építenek be. Egészségügyi mentőhelikopterkénti kialakításában 41 darab hordágy helyezhető el. A teheráru kezelésére a törzs hátsó része kagylóhélyszerűen kinyitható, a berakodás megkönnyítéséhez hidraulikus üzemeltetésű teherrámpa és egy 800 kg kapacitású csörlő áll rendelkezésre. A padlózat 2000 kg/m² terhelésre méretezett. A raktér 11,72 méter hosszú, 2,65 méter széles, a magasság 2,00 és 2,64 méter között váltakozik. A fedélzeten legfeljebb 12 000 kg tömegű rakomány szállítható. A törzs alján elhelyezkedő teherkampóra rögzítve 9000 kg teheráru szállítására van lehetőség. Az 1981-ig zajló gyártás során összesen 800 darab Mi–6 készült.
Számos polgári változat is épült, köztük a szögletes ablakokkal felszerelt Mi–6P, illetve tűzoltógépek és repülő daruk. Valamennyi katonai Mi–6 ötfős személyzettel repül, amely két pilótából, egy fedélzeti mérnökből, rádiósból és az üvegezett orr-részben ülő navigátorból áll. Ez utóbbi végzi a lövészfeladatokat is, lévén a katonai Mi–6 gépek orrában egy 12,7 mm-es Afanaszjev géppuska is található, illetve néhány helikopter orr-része alá konténeres meteorológiai radar került.
1990-re az Aeroflot üzemeltetésében álló Mi–6-okkal 15 millió tonna árut és 12 millió embert szállítottak.

## Alkalmazása
Első harci alkalmazására 1968-ban, Csehszlovákia megszállása idején került sor. A Szovjet Légierő a katonai akció első napján, augusztus 21-én bevetette a Mi–6-os helikoptereket is, amelyek légideszant-alakulatokat szállítottak Csehszlovákiába. Prágába Lengyelországból, Pozsonyba Magyarországról, a kalocsai repülőtérről telepítettek át Mi–6-os helikoptereket, amelyeket ebben az időszakban intenzíven használtak katonai eszközök és katonák szállítására.

## Változatok

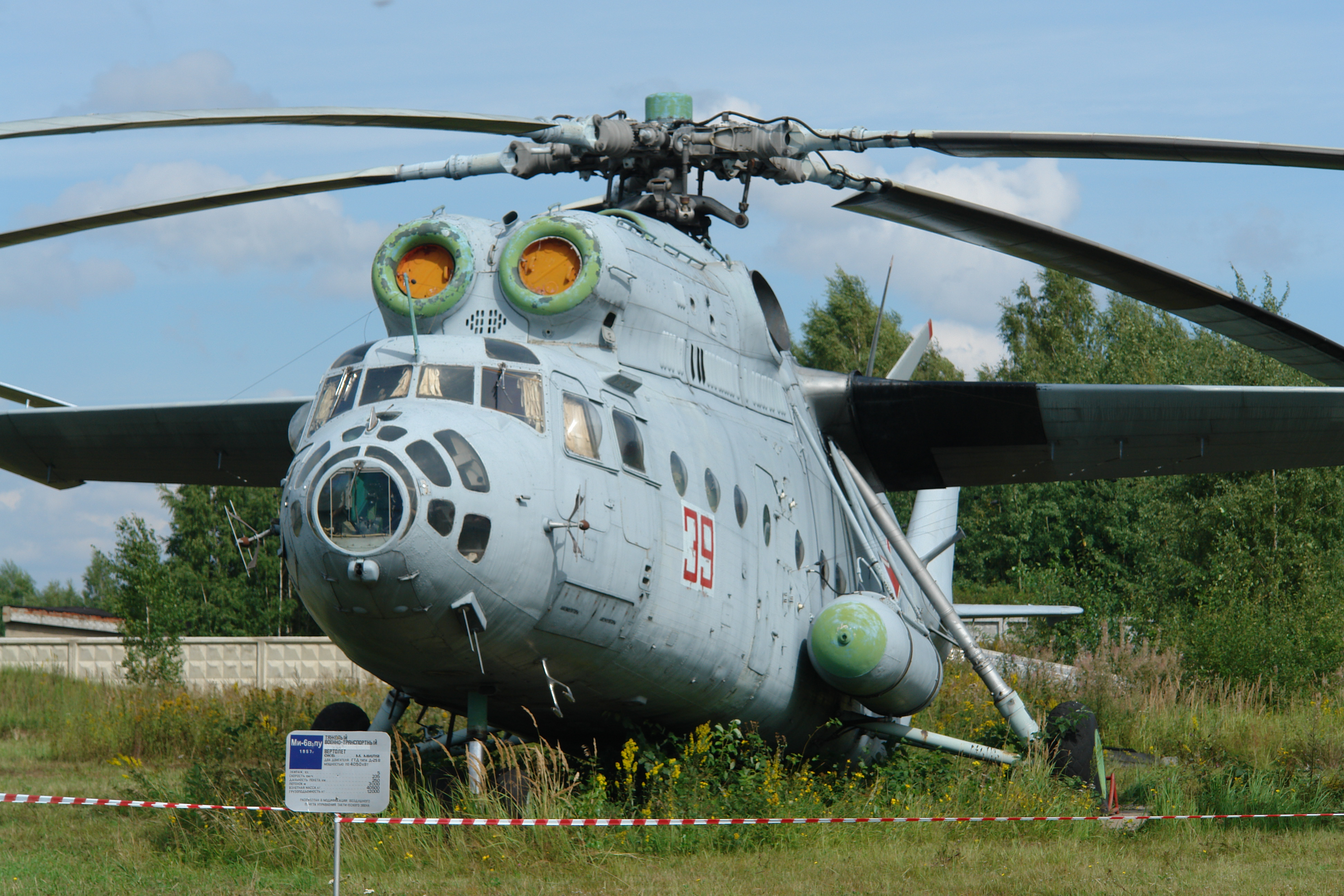
Mil Mi–6AJaSZ

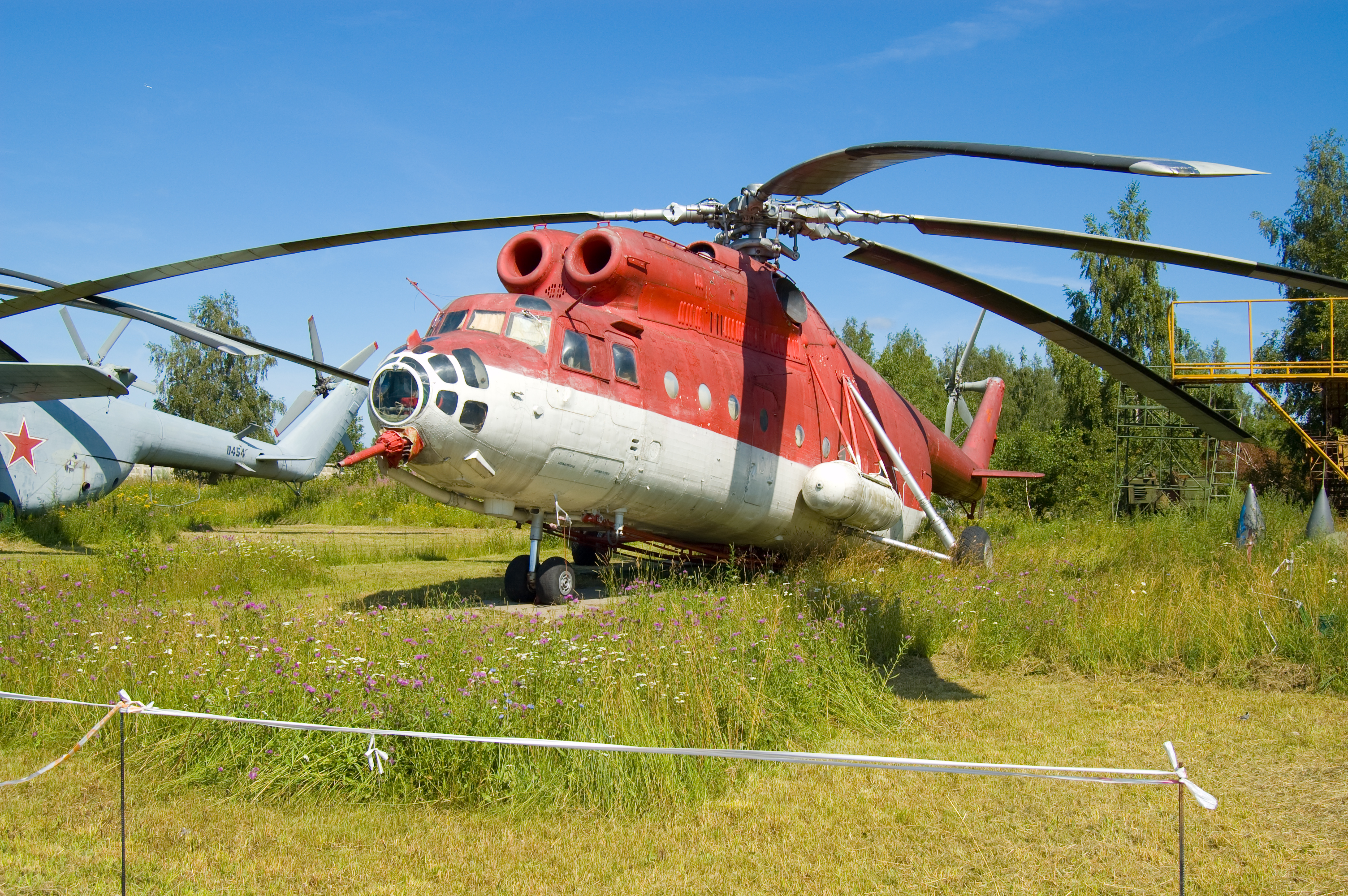
A Mi–6PZS2 tűzoltó változat

- V–6 – A prototípus-sorozat jelölése.
- Mi–6 (NATO-kódja: Hook–A) – Nehéz szállítóhelikopter.
- Mi–6A – Polgári utasszállító helikopter 65-90 fős befogadóképességgel.
- Mi–6T (NATO-kódja: Hook–A) – Katonai szállítóhelikopter.
- Mi–6VKP (NATO-kódja: Hook–B) – Parancsnoki harcálláspont, elektronikai hadviseléshez kifejlesztett helikopter.
- Mi–6BUSZ (NATO-kódja: Hook–C) – Ejtőernyős alakulatok parancsnoki harcálláspontja.
- Mi–6JASZ (NATO-kódja: Hook–D) – Ejtőernyős alakulatok parancsnoki harcálláspontja.
- Mi–6L – D–25VF hajtóművekkel felszerelt repülő laboratórium, melyet a Mi–6 repülési képességeinek a fejlesztésére, illetve a Mi–12 hajtóművének tesztelésére használtak.
- Mi–6M – Tengeralattjáró-elhárító változat négy torpedóval és ASW rakétákkal felszerelve. 1963-ban gyártották először, majd 1965-ben módosították.
- Mi–6P – Utasszállító helikopter 80 főnyi utas szállításához.
- Mi–6PP – Elektronikus felderítő és zavaró helikopter, melyet az 1980-as években fejlesztettek ki.
- Mi–6PR – 1962-ben elektronikai hadviselésre kifejlesztett változat.
- Mi–6PRTBV
- Mi–6PSZ – Kutató-mentő helikopter, melyet 1966-ban fejlesztettek ki a Vosztok és Szojuz űrmodulok felvételére.
- Mi–6PSZA – Kevéssé ismert módosított változata a PSZ típusnak.
- Mi–6PZS – Tűzoltó helikopter
- Mi–6R – 1974-ben kifejlesztett kommunikációs helikopter.
- Mi–6RVK – 1965-ben tesztelték, mobil rakétaindító típus.
- Mi–6SZ – Mentő helikopter 41 hordágyas befogadóképességgel.
- Mi–6TP – Utasszállító helikopter.
- Mi–6TZ – Üzemanyag-szállító helikopter.
- Mi–6VR – 1976-ban kifejlesztett kísérleti típus.
- Mi–6? – 1962-ben kifejlesztett BU–75BRM fúróval felszerelt példány, melyet a Szibériai olajmezők kutatására használtak.

## Üzemeltetők

### Katonai üzemeltetők
- Albánia
- Afganisztán
- Algéria
- Azerbajdzsán
- Bulgária
- Egyiptom
- Etiópia
- Fehéroroszország
- Indonézia
- Irak
- Kazahsztán
- Kína
- Laosz

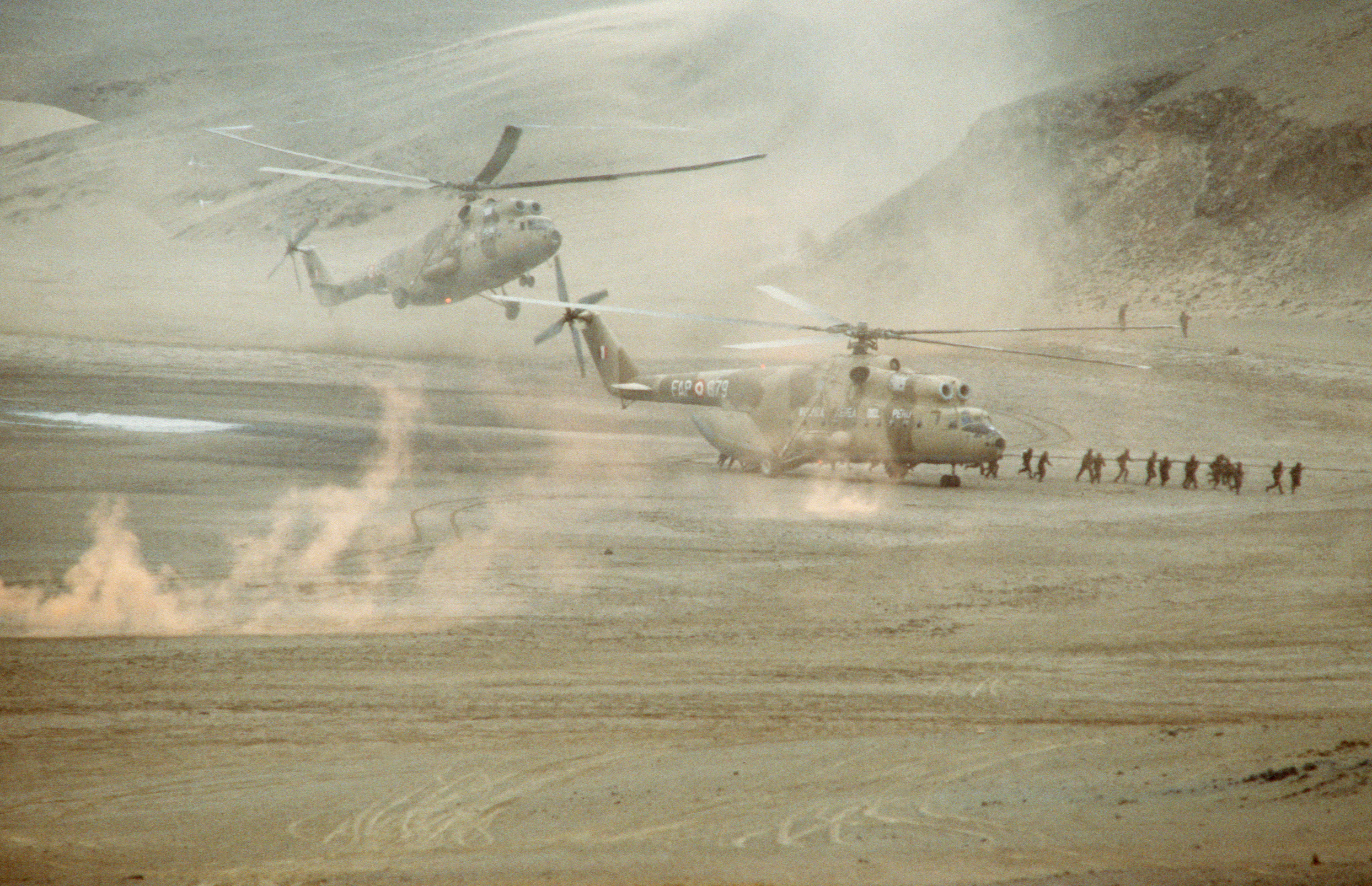
Perui Mil Mi–6 helikopterek (1984)

- Lengyelország – Lengyelországban 3 db Mi–6-os katonai helikopter állt szolgálatban 1986–1990 között. A kivonásuk után két gépet eladtak Ukrajnának, egy darab pedig múzeumba került.
- Oroszország
- Peru
- Szovjetunió
- Szíria
- Ukrajna
- Üzbegisztán
- Vietnám
- Zimbabwe

### Polgári üzemeltetők
- Lengyelország
- Szovjetunió
  -  Aeroflot

## Műszaki adatok (Mi–6A)

### Geometriai méretek és tömegadatok
- Hossz: 33,18 m
- Főrotor átmérő: 35 m
- Farokrotor átmérő: 6,3 m
- Főrotor forgásterülete: 962,11 m²
- Főrotor forgása: 120 RPM (órajárás irányban)
- Farokrotor forgásterülete: 31,17 m²
- Magasság: 9,86 m
- Üres tömeg: 27 240 kg
- Normál felszállótömeg: 40 500 kg
- Maximális felszállótömeg: 42 500 kg
- Legnagyobb hasznos teher: 12 000 kg
- Belső tüzelőanyag: 6315 kg

### Hajtóművek
- Hajtóművek száma: 2 darab
- Típusa: Szolovjov D–25V (1V2BM) tengelyteljesítményt szolgáltató gázturbina
- Teljesítmény: 4101 kW (5500 LE) egyenként

### Repülési jellemzők
- Maximális sebesség: 300 km/h
- Normál utazósebesség: 250 km/h
- Maximális hatótávolság: 1450 km kiegészítő üzemanyaggal
- Szolgálati csúcsmagasság: 4500 m

### Kapcsolódó fejlesztés
- Mi–10
- Mi–12
- Mi–22
- Mi–26

### Hasonló helikopterek
- CH–54 Tarhe / S–64 Skycrane
- CH–53E Super Stallion
- CH–47 Chinook
- Aérospatiale Super Frelon